# Фюрстенбунд
Фюрстенбунд (нем. Fürstenbund — Княжеский союз) — антиимперская конфедерация северонемецких князей, существовавшая в 1785—1790 годах под эгидой прусского короля Фридриха II для противодействия планам императора Иосифа II относительно отмены существовавшего в империи государственного строя и распространения австрийского влияния на южную Германию (что обнаруживалось в плане обмена Бельгии на Баварию). 
Союз был заключен 23 июля 1785 года между Пруссией, Саксонией и Ганновером; позже к нему примкнули герцоги брауншвейгский, мекленбургский, саксен-веймарский, саксен-готский, цвейбрюккенский, маркграфы ансбахский и баденский, князь ангальт-дессауский, курфюрст майнцский и его коадъютор Дальберг. Ввиду этого император Иосиф II отказался от своей мысли об обмене.
Княжеский союз, по словам Фридриха, не должен был являться «наступательным союзом», но имел целью «удержать права и льготы немецких князей, охранять владения каждого из них и препятствовать властолюбивому и предприимчивому императору низвергнуть весь германский государственный строй, разламывая его по кускам».
Княжеский союз потерял своё значение, когда планы Иосифа расстроились, а Фридрих II умер. Попытка герцога Карла-Августа Веймарского пересоздать его в немецкий союз, под гегемонией Пруссии, не имела успеха, так как Фридрих-Вильгельм II не оказал ей поддержки.